# Еріх Ган
Еріх Ган (нім. Erich Hahn; 18 жовтня 1891, Лейпциг, Німецька імперія — 4 вересня 1917, Бен, Франція) — німецький льотчик-ас, оберлейтенант Саксонської армії.

## Біографія
Почав військову службу в 2-му саксонському піхотному полку. Навчався пілотажу у 1913 році у льотній школі Антона Фоккера. Після початку Першої світової війни служив у 64-му, потім — 23-му польовому льотному та у 221-му льотному дивізіонах. 10 серпня 1916 року перейшов у бойове командування одномісних винищувачів «Бертенкур», а 23 серпня — у новостворену 1-шу винищувальну ескадрилью. З 10 листопада 1916 року став виконувати обов'язки командира. 29 листопада 1916 року прийняв командування над 19-ю винищувальною ескадрильєю. Ган був збитий на Шампанському секторі фронту над французьким містечком Бен. Його збив лейтенант Жорж Мадон, для якого це стало 16-ю перемогою.
Всього за час бойових дій здобув 6 перемог, з них 2 аеростати. Серед перемог Гана був французький ас Рене Думер, на рахунку якого були 7 перемог.

## Нагороди
- Залізний хрест 2-го і 1-го класу
- Військовий орден Святого Генріха, лицарський хрест (27 грудня 1916)
- Королівський орден дому Гогенцоллернів, лицарський хрест з мечами (1 травня 1917)